# ليه ويكس
ليه ويكس (بالإنجليزية: Les Wicks)‏ هو مترجم أسترالي، ولد في 15 يونيو 1955 في سيدني في أستراليا.

## وصلات خارجية
- الموقع الرسمي